# Panurginus occidentalis
Panurginus occidentalis là một loài Hymenoptera trong họ Andrenidae. Loài này được Crawford mô tả khoa học năm 1916.